# Зарнен
За̀рнен (на немски: Sarnen) е курортен град в Североизточна Швейцария. Главен административен център на кантон Обвалден.
Разположен е на северния бряг на Зарненското езеро на 20 km на юг от Люцерн. Има жп гара. Населението му е 9822 души по данни от преброяването през 2008 г.